# Cueta thaliae
Cueta thaliae är en insektsart som beskrevs av Hölzel 1972. Cueta thaliae ingår i släktet Cueta och familjen myrlejonsländor. Inga underarter finns listade i Catalogue of Life.